# Blandville
Blandville is een plaats (city) in de Amerikaanse staat Kentucky, en valt bestuurlijk gezien onder Ballard County.

## Demografie
Bij de volkstelling in 2000 werd het aantal inwoners vastgesteld op 99.

## Geografie
Volgens het United States Census Bureau beslaat de plaats een oppervlakte van
0,5 km², geheel bestaande uit land. Blandville ligt op ongeveer 117 m boven zeeniveau.

## Plaatsen in de nabije omgeving
De onderstaande figuur toont nabijgelegen plaatsen in een straal van 20 km rond Blandville.